# Big Momma's House
Big Momma's House (Mi abuela es un peligro en Hispanoamérica y Esta abuela es un peligro en España) es una película cómica estrenada el 2 de junio de 2000 en Estados Unidos, 9 de junio en México, 14 de junio en Venezuela, 2 de agosto en España y 10 de agosto en Argentina. Fue protagonizada por Martin Lawrence y dirigida por Raja Gosnell. Fue sucedida por la secuela Big Momma's House 2, estrenada en 2006, mientras que una segunda secuela, Big Mommas: Like Father, Like Son, fue estrenada en 2011.

## Argumento
John (Paul Giamatti) es un agente encubierto del FBI que ha sido identificado y han ordenado su asesinato por encargo de un jefe de la mafia coreana en una arena de peleas de perro ilegal. John es rescatado por su compañero encubierto y maestro del disfraz, Malcom Turner (Martin Lawrence).
Mientras tanto, un criminal llamado Lester Vesco (Terrence Howard), que estaba cumpliendo cadena perpetua por asesinato y robo a mano armada, escapa de su celda tras haber matado a su doctor y robado su automóvil. El FBI asigna a Malcolm y John que capturen a Lester, enviándolos a un pequeño pueblo llamado Cartersville, Georgia a investigar  la casa de una anciana afroamericana con sobrepeso de nombre Hattie Mae Pierce, cuyos amigos le llaman "Big Momma" (Gran Abuela en España). Su nieta, Sherry Pierce (Nia Long) es la exnovia de Vesco, a quien supuestamente ayudó en su atraco al darle el código de la bóved. Después que Big Momma inesperadamente se vaya del pueblo por dos semanas para ayudar a un amigo enfermo, Malcolm y John entran en su casa para plantar cámaras de seguridad y micrófonos en los teléfonos. Sherry llama a la casa de Big Momma y Malcolm disimula su voz como Big Momma para que Sherry vaya a la casa para poder obtener una confesión. El plan funciona y Malcolm y John trabajan juntos con un disfraz de Big Momma antes que Sherry llegué a la casa.
Al día siguiente, Sherry llega a la casa de Big Momma con su hijo de 10 años, Trent. Sin embargo, el comportamiento y repentina inexperiencia de cocina de 'Big Momma', confunden a Sherry. Malcolm también tiene que lidiar con el amigo con beneficios de Big Momma, Ben Rawley; actúa como media esposa de una mujer llamada Ritha, que está dando a luz, y atiende una clase de defensa personal bajo la tutela del hermano mayor de Ritha, un guardia de seguridad de nombre Nolan.
Después que Malcolm casi daña el traje mientras duerme, trata de meterse de vuelta a la guarida donde el y John se están quedando. Sin embargo, Sherry atrapa a Malcolm en el pórtico y posa como utilista de Big Momma. Malcolm y John reparan el traje. Cuando Malcolm se va con Sherry, John busca entre las cosas de Trent y Sherry en busca de pistas, pero sin resultado. Vestido de Big Momma, Malcolm conecta con Trent cuando lo defiende de dos niños mayores que lo están molestando y lo botaron de la cancha de basquetbol, para que puedan jugar. Malcolm y Trent eventualmente le ganan a los chicos en basquetbol. Malcolm también comienza a conectar con Sherry y Trent al acompañarlos a ir de pesca. De noche, Nolan descubre la operación encubierta de Malcolm y John e inevitablemente es reclutado para ayudarlos, después de insistirles.
Como Big Momma, Malcolm acompaña a Sherry y Trent a la iglesia, donde el reverendo llama a Malcolm a que de su testimonio. Malcolm intenta influenciar en Sherry y Trent al darles su testimonio sobre la importancia de no guardar secretos. Cuando regresan a la casa de Big Momma, descubren una fiesta de cumpleaños sorpresa para ella. Durante las fiestas, la verdadera Big Momma regresa prematuramente de su viaje, el cual John trata de demorar. Malcolm, disfrazado de Big Momma, accidentalmente descubre el dinero robado en la caja de zapatos de Trent. Sherry le dice la verdad a Malcolm: Lester amenazó a Sherry para que él pueda robar sus llaves y poder entrar a la bóveda del banco; Sherry no le había dicho a nadie sobre sus llaves robadas, por temor a ser despedida. Lester llega después de hacerle seguimiento a Sherry, mientras que Nolan accidentalmente deja a Malcolm fuera de la casa, pensando que él era la verdadera Big Momma.
Malcolm rompe la ventana y pelea contra Lester, causando confusión entre los asistentes de la fiesta al ver a dos Big Momma al mismo tiempo. Lester le dispara a John y le da en su hombro derecho, y le arranca la máscara a Malcolm mientras pelean, revelando su identidad. A pesar de esto, Malcolm somete a Lester. Sherry y Trent están descorazonados al enterarse de que Malcolm era un agente del FBI todo el tiempo, y se rehúsan a hablar con él. La policía arresta a Lester y los paramédicos llevan a John al hospital.
Malcolm va a la iglesia el domingo en la mañana para testificar delante de Sherry, Trent y Big Momma. Malcolm confiesa y dice todo lo que siente y admite que él los quiere de verdad. Big Momma perdona a Malcolm, la gente aplaude y Malcolm y Sherry se besan. La gente celebra, y Big Momma y el coro cantan "Oh Happy Day"

## Reparto
- Martin Lawrence como Agente Malcolm Turner/Hattie Mae "Big Momma" Pierce
- Nia Long como Sherry Pierce
- Paul Giamatti como Agente Jonathan "John" Maxwell
- Jascha Washington como Trent Pierce
- Terrence Howard como Lester Vesco
- Anthony Anderson como Nolan
- Ella Mitchell como la verdadera Hattie Mae "Big Momma" Pierce
- Phyllis Applegate como Sadie
- Carl Wright como Ben Rawley
- Starletta DuPois como Sra. Patterson
- Jessie Mae Holmes como la otra Sra. Patterson
- Octavia Spencer como Twila
- Nicole Prescott como Lena
- Tichina Arnold como Rhita
- Cedric the Entertainer como El Reverendo

## Producción
Se rodó entre el 21 de enero y el 6 de abril de 2000 en diferentes localizaciones de Estados Unidos, como las ciudades de Los Ángeles y Orange. Al guionista del film, Darryl Quarles, se le ocurrió el nombre de "Big Momma" porque los niños de su vecindario utilizaban ese nombre para llamar a su propia madre. La filmación y la posproducción de la película se llevó a cabo en un período de sólo cinco meses.

## Recepción

### Taquilla
Estrenada en 2000 pantallas estadounidenses, recaudó 25 000 000 de pesos argentinos y colombianos, con una media por sala de 9158 dólares, alcanzando la segunda posición en el ranking tras Misión imposible 2 y por delante de Dinosaurio. recaudó en Estados Unidos 117 000 000 dólares. Sumando las recaudaciones internacionales la cifra asciende a 173 000 000 dólares. El presupuesto estimado invertido en la producción fue de aproximadamente 30 000 000 dólares.

## Estrenos mundiales
| País                                                                          | Fecha de estreno                  |
| ----------------------------------------------------------------------------- | --------------------------------- |
| Alemania                                                                      | Jueves 27 de julio de 2000        |
| Argentina                                                                     | Jueves 10 de agosto de 2000       |
| Australia                                                                     | Jueves 7 de septiembre de 2000    |
| Austria                                                                       | Viernes 28 de julio de 2000       |
| Bélgica                                                                       | Miércoles 2 de agosto de 2000     |
| Belice · Costa Rica · El Salvador · Guatemala · Honduras · Nicaragua · Panamá | Viernes 16 de junio de 2000       |
| Bolivia                                                                       | Jueves 22 de junio de 2000        |
| Brasil                                                                        | Viernes 9 de junio de 2000        |
| Bulgaria                                                                      | Viernes 20 de octubre de 2000     |
| Chile                                                                         | Jueves 17 de agosto de 2000       |
| Colombia                                                                      | Viernes 7 de julio de 2000        |
| Corea del Sur                                                                 | Sábado 4 de noviembre de 2000     |
| Croacia                                                                       | Jueves 15 de marzo de 2001        |
| Dinamarca                                                                     | Viernes 18 de agosto de 2000      |
| Ecuador                                                                       | Viernes 14 de julio de 2000       |
| Egipto                                                                        | Miércoles 11 de octubre de 2000   |
| Emiratos Árabes Unidos                                                        | Miércoles 22 de noviembre de 2000 |
| Eslovenia                                                                     | Jueves 7 de septiembre de 2000    |
| España                                                                        | Viernes 4 de agosto de 2000       |
| Estados Unidos · Canadá                                                       | Viernes 2 de junio de 2000        |
| Estonia                                                                       | Viernes 6 de octubre de 2000      |
| Filipinas                                                                     | Miércoles 19 de julio de 2000     |
| Finlandia                                                                     | Viernes 30 de junio de 2000       |
| Francia                                                                       | Miércoles 2 de agosto de 2000     |

| País                         | Fecha de estreno                 |
| ---------------------------- | -------------------------------- |
| Grecia                       | Viernes 29 de septiembre de 2000 |
| Hong Kong                    | Jueves 2 de noviembre de 2000    |
| Hungría                      | Jueves 7 de septiembre de 2000   |
| India                        | Viernes 21 de julio de 2000      |
| Indonesia                    | Miércoles 30 de agosto de 2000   |
| Islandia                     | Viernes 1 de septiembre de 2000  |
| Israel                       | Jueves 17 de agosto de 2000      |
| Italia                       | Miércoles 11 de abril de 2001    |
| Jamaica                      | Miércoles 7 de junio de 2000     |
| Japón                        | Sábado 17 de febrero de 2001     |
| Letonia                      | Viernes 29 de septiembre de 2000 |
| Líbano                       | Jueves 23 de noviembre de 2000   |
| Lituania                     | Viernes 15 de septiembre de 2000 |
| Malasia                      | Jueves 15 de junio de 2000       |
| México                       | Viernes 9 de junio de 2000       |
| Noruega                      | Viernes 11 de agosto de 2000     |
| Nueva Zelanda                | Jueves 29 de junio de 2000       |
| Países Bajos                 | Jueves 14 de septiembre de 2000  |
| Paraguay                     | Viernes 28 de julio de 2000      |
| Perú                         | Jueves 22 de junio de 2000       |
| Polonia                      | Viernes 4 de agosto de 2000      |
| Portugal                     | Viernes 1 de septiembre de 2000  |
| Puerto Rico                  | Jueves 8 de junio de 2000        |
| Reino Unido Irlanda          | Viernes 23 de junio de 2000      |
| República Checa · Eslovaquia | Jueves 17 de agosto de 2000      |
| República Dominicana         | Jueves 29 de junio de 2000       |
| Rumania                      | Viernes 22 de septiembre de 2000 |
| Rusia                        | Jueves 7 de septiembre de 2000   |
| Singapur                     | Jueves 6 de julio de 2000        |
| Sudáfrica                    | Viernes 25 de agosto de 2000     |
| Suecia                       | Viernes 15 de septiembre de 2000 |
| Suiza                        | Jueves 27 de julio de 2000       |
| Tailandia                    | Viernes 8 de septiembre de 2000  |
| Taiwán                       | Sábado 2 de septiembre de 2000   |
| Turquía                      | Viernes 15 de septiembre de 2000 |
| Uruguay                      | Jueves 24 de agosto de 2000      |
| Venezuela                    | Miércoles 14 de junio de 2000    |